# 伊達宗綱 (岩ヶ崎伊達家)
伊達 宗綱（だて むねつな）は、江戸時代初期の陸奥国仙台藩一門・岩ヶ崎伊達家初代当主。栗原郡岩ヶ崎要害主。

## 生涯
慶長8年（1603年）、仙台藩初代藩主・伊達政宗の五男（第6子）として伊達家江戸屋敷にて誕生した。正室・愛姫との間の第3子。幼名は卯松丸。
生母の愛姫は、この年2月に5歳の虎菊丸（嗣子の忠宗）を伴って京都伏見の伊達屋敷より江戸の伊達屋敷へ下向し、居を移していた。卯松丸と名付けられ、守役として茂庭綱元が、乳母には小野方が任ぜられる。同じ年、江戸屋敷では側室の於山方が六男の吉松丸（宗信）を産んでいる。
慶長18年（1613年）12月19日、卯松丸が養育されていた茂庭綱元宅に父・政宗が出向いて卯松丸の元服を命じ、宗綱（通称は摂津）と名付けた。のち、政宗より陸奥国栗原郡岩ヶ崎3万石を与えられ、岩ヶ崎要害主となる。
元和元年（1615年）5月18日、大坂夏の陣で大坂に在陣中の政宗より、大坂落城の事や宗綱への病灸療を心配する手紙が、宗綱の乳母の小野方に届く。宗綱はこの頃、病に罹り、御灸による治療を受けていた。
元和元年（1615年）9月21日、江戸で毛利家から出火した火事により、伊達の上下屋敷が類焼し焼け落ちる。仙台に戻っていた政宗より、江戸在住の宗綱へ火事の労いの手紙が届く。
元和2年（1616年）12月14日、仙台より江戸に到着。守役の茂庭綱元と共に、父の政宗に御目見、御太刀と馬代を献上する。この日、伊達秀宗も伊達屋敷に訪れる。同月16日には、仙台より伊達宗清が伊達屋敷に到着する。同月24日、江戸城に兄の伊達宗清と共に江戸城に登城し、2代将軍・徳川秀忠に拝謁する。
元和4年（1618年）5月8日、宗綱は病を患い、守役の茂庭綱元は、宗綱の病気療治と医師の義について、政宗に伺いを出した。同月14日、政宗より綱元のもとに宗綱の様体を心配する文が届く。政宗はこの頃、奥筋御歴覧のため、18日に仙台を出発して桃生郡、磐井郡、気仙郡、江刺郡、胆沢郡、栗原郡、玉造郡、加美郡を巡っていて、22日仙台に戻った。25日、政宗は宗綱の屋敷を巳の刻（午前10時）に訪れて病状を見舞い、子の刻（午後12時）に仙台城に戻った。
元和4年（1618年）5月28日、伊達宗綱は病により私邸に於いて没す。享年16。法名華屋浄蓮と号す。五峯山松音寺に葬る。家臣の橋本三吉が殉死する。このとき、父政宗は早すぎる宗綱の死を悲しみ、哀悼の和歌を捧げた。
- 幼（いと）けなき 人は見果ぬ 夢かとよ 現（うつつ）に残る 老の身ぞうき
- 散るとても 御法（みのり）をうくる 花の船 浮（うか）びていたる 汀（みぎは）なるらん

宗綱に子はいなかったため、異母弟の宗信が岩ヶ崎を継いだ。
元和4年（1618年）6月4日、茂庭綱元は幼少より宗綱の守役として養育して来たので、悲観に耐えられず、出家して、紀州高野山に家臣4名と登り、菩提を弔いたい、ことを政宗に請願した。政宗は、百箇日過ぎたら仙台に戻ることを条件に、石川昭光と伊達成実連名の書状を送り、請願を許した。この後、綱元は入道して了庵高吽と名乗り、紀州高野山に赴く時に政宗より和歌を賜った。
- 行くとても 茂る木陰の 涼しくは 夏きにけらし 立帰りこん
- 行くもぬれ 残るもしほる 袖の上に 留めもやらぬ 夕月のかけ

了庵（綱元）は、高野山に3年逗留し、心のままに宗綱の菩提を弔い、弔修の誠を尽くしたという。